# Psammonyx terranovae
Psammonyx terranovae är en kräftdjursart som beskrevs av Edward Strieby Steele 1979. Psammonyx terranovae ingår i släktet Psammonyx och familjen Lysianassidae. Inga underarter finns listade i Catalogue of Life.